# رنا شميس
رنا شميس (26 سبتمبر 1984 )، ممثلة سورية. وهي من خريجي المعهد العالي للفنون المسرحية درست في المعهد الطبي بدمشق و من ثم في المعهد العالي للفنون المسرحية.

## أعمالها

### في المسرحيات
- السقوط (2011)
- حلم ليلة صيف
- الجنرال

### في السينما
- فانية وتتبدد (2016) بدور "ثريا"
- كبسة زر (2016 ) . حازت فيه على جائزة أفضل ممثلة .

### في الإخراج
- عرش التدم (2012) "مساعدة مخرج"

### من المسلسلات
- الخيط الأبيض (2003)
- الخيط الأبيض (2004)
- المارقون (2005)
- الواهمون (2006)
- وشاء الهوى  (2006)
- أشياء تشبه الحب (2007)
- زمن الخوف (2007)
- ممرات ضيقة (2007) بدور "فتون"
- جريمة بلا نهاية (2008)
- ليس سرابا (2008) بدور "ميساء"
- قمر بني هاشم (2008) بدور "بركة"
- بيت جدي (2008) بدور "حفيظة"
- رصيف الذاكرة (2008)
- هيك تجوزنا (2008) بدور "عدة شخصيات"
- حياة أخرى (2009)
- الشام العدية (2009) بدور "حفيظة"
- طريق النحل (2009) بدور "روان"
- على قيد الحياة (2009) بدور "صبح"
- منمنمات اجتماعية (2009)
- نساء من البادية (2009)
- قلبي معكم (2009) بدور "امينة"
- تحت المداس (2009) بدور "ميادة"
- صبايا 2 (2010)
- تخت شرقي  (2010) بدور "سارة"
- الزلزال 2010
- لعنة الطين 2010
- باب الحارة - الجزء الخامس (2010) بدور "سميرة"
- أسعد الوراق (2010)
- رايات الحق (2010) بدور الصحابية "أسماء بنت أبي بكر"
- أبو حانتي (2011) بدور "زينب"
- تعب المشوار (2011) بدور "سهر"
- بقعة ضوء 8 (2011)
- صبايا 3 (2011) بدور "ريهام"
- الولادة من الخاصرة (2011) بدور "نوال"
- أبواب الحقيقة (2012)
- رومانتيكا (2012)
- سوبر فاميلي (2013)
- الانفجار  (2013) بدور "هلا"
- حارة الطنابر (2013)
- بقعة ضوء 10  (2013)
- الحقائب  (2014) بدور "مريم"
- علاقات خاصة (2015) بدور "سوسن"
- بقعة ضوء 11  (2015)
- صرخة روح - الموسم الثالث (2015)
- مدرسة الحب (2016) بدور "يارا - ثلاثية أسوار"
- لست جارية (مسلسل) (2016)
- الرابوص (2017)
- بقعة ضوء 13 (2017)
- حكم الهوى (2017)
- الغريب (2017)
- أزمة عائلية (2017)
- ببساطة (2019)
- دقيقة صمت (2019)
- عن الهوى والجوى (2019)
- ممالك النار (2019)
- العميد (مسلسل) (2020)
- مقابلة مع السيد آدم (2020)
- حوازيق (2022)
- حارة القبة 3 (مسلسل) (2023)
- العهد (2025)

• الصديقات (2024)

### في الدبلجة
- مسلسل فضة (2007) بصوت رقية صديقة نور
- مسلسل العشق الممنوع (2008) بصوت الأنسة لميس مربية نيهال
- مسلسل الاناث (2008) بصوت شقيقة مراد
- مسلسل دموع الورود (2008) بصوت شقيقة نيرمين
- مسلسل سحر الحب (2008) بصوت ماريا خوزيه سانتو دومينغو
- مسلسل صرخة حجر (2010) بصوت ياسمين
- مسلسل أغنية حب (2011) بصوت فادية والدة عمران الصغير
- مسلسل امرأة الطين (2011) بصوتأيرما السمكة - الحلقة الأولى من الموسم الثالث
- مسلسل قره (2012) بصوت المحامية فريدة
- مسلسل زهرة القصر (2013) بصوت ملك والدة زهرة
- مسلسل عليا (2009) بصوت

## روابط خارجية
- رنا شميس على موقع قاعدة بيانات الأفلام العربية